# Anthony Grabiner
Anthony Stephen Grabiner, baron Grabiner, (né le 21 mars 1945) est un avocat britannique, administrateur universitaire et pair à vie. Il est le chef des chambres à One Essex Court, un ensemble principal d'avocats commerciaux dans le Temple, et est le trésorier de Lincoln's Inn pour 2013. Depuis 2014, il est titulaire d'une maîtrise au Clare College, Cambridge, et depuis 2015, il est président de l'Université de droit. Grabiner est président non exécutif de Taveta Investments Ltd, la société holding de Sir Philip Green derrière le groupe Arcadia de 2002 à décembre 2015.
En 1999, il devient pair à vie en tant que baron Grabiner et siège à la Chambre des lords sur les bancs du Parti travailliste. En octobre 2015, il quitte le groupe travailliste en raison de la direction prise par le parti sous Jeremy Corbyn. Il siège en tant que membre non affilié et maintenant pair crossbencher, mais reste membre du Parti travailliste.

## Jeunesse
Grabiner est né le 21 mars 1945 de parents juifs, Ralph Grabiner et Freda Cohen. Il fait ses études à la Central Foundation Boys 'School. Il étudie à la London School of Economics, où il obtient un baccalauréat spécialisé en droit (LLB) en 1966 et une maîtrise en droit (LLM) avec distinction un an plus tard. Il poursuit ses études à Lincoln's Inn et est appelé au barreau en 1968,.

## Carrière
De 1976 à 1981, Grabiner est conseiller juridique adjoint permanent auprès du ministère du Commerce et du Département de la garantie des crédits à l'exportation et conseiller juridique adjoint de la Couronne de 1978 à 1981. Fait Conseiller de la reine en 1981, il devient Bencher en 1989, et enregistreur de la Cour de la Couronne entre 1990 et 1999. Grabiner est juge suppléant de la Haute Cour depuis 1994.
Grabiner est président non exécutif du groupe Arcadia d'octobre 2002 à décembre 2015, dont son cousin germain, Ian Grabiner, est chef de la direction (PDG) depuis octobre 2009 et chef de l'exploitation (COO) depuis 2002,. Il est administrateur non exécutif de Next plc en 2002 et membre du comité juridique des services financiers de la Banque d'Angleterre de 2002 à 2005. Au cours de la semaine se terminant le 15 octobre 2010, Lord Grabiner représente le Liverpool Football Club devant la Haute Cour de Londres et remporte deux procès contre les propriétaires du Liverpool Football Club,.
En juillet 2011, Grabiner est nommé par News Corporation comme président du comité de gestion et des normes établi par la société à la suite du scandale de piratage téléphonique de News International.
Grabiner est président des gouverneurs de la London School of Economics de 1998 à 2007. En décembre 2013, il est élu maître du Clare College, Université de Cambridge, pour succéder au professeur Anthony Badger en octobre 2014. Le 1er août 2015, Grabiner est nommé président de l'Université de droit.
Le 26 juillet 1999, Grabiner est créé pair à vie avec le titre de baron Grabiner, d'Aldwych dans la ville de Westminster. De 1999 à 2015, il siège à la Chambre des lords sur les bancs du Parti travailliste. Le 24 octobre 2015, il annonce qu'il démissionne du groupe travailliste mais qu'il reste membre du parti. Il est le deuxième pair travailliste à démissionner en raison des vues du nouveau chef du parti, Jeremy Corbyn. Grabiner explique sa démission au Times : "Je n'ai absolument rien en commun avec M. Corbyn - et je ne crois pas que nous sommes partis pour gagner un jour des élections.". Il siège chez les Lords en tant que membre crossbencher depuis 2016.
Grabiner est président non exécutif de Taveta Investments Ltd, la société holding de Philip Green derrière le groupe Arcadia de 2002 à décembre 2015. En juillet 2016, sagestion est critiquée par un rapport officiel de députés,.

## Vie privée
Depuis 1983, Lord Grabiner est marié à Jane Portnoy. Ils ont trois fils et une fille.